# Vasilisa Bardina
Vasilisa Aleksejevna Bardina (Russisch: Василиса Алексеевна Бардина) (Moskou, 30 november 1987) is een tennisspeelster uit Rusland. Bardina begon met tennis toen zij zeven jaar oud was. Haar favoriete ondergrond is hardcourt of gras en gravel. Zij speelt rechtshandig en heeft een tweehandige backhand.

## Loopbaan
Bardina werd prof in 2003. In juni 2006 maakte zij haar debuut in de WTA-tour op Wimbledon. Zij won geen toernooi op de WTA-tour. In 2007 bereikte zij de finale van het WTA-toernooi van Hobart, die zij verloor van Anna Tsjakvetadze.

## Posities op deWTA-ranglijst
Positie per einde seizoen:
| jaar | rang enkelspel | rang dubbelspel |
| ---- | -------------- | --------------- |
| 2003 | 812            | –               |
| 2004 | 446            | 609             |
| 2005 | 248            | 471             |
| 2006 | 74             | 483             |
| 2007 | 146            | 138             |
| 2008 | 960            | –               |
|      |                |                 |
| 2011 | 721            | –               |
| 2012 | 973            | –               |
|      |                |                 |
| 2016 | –              | 1051            |

## Palmares
| Legenda                |
| ---------------------- |
| Grandslamtoernooi      |
| Olympische Spelen      |
| Year-End Championships |
| Tier I                 |
| Tier II                |
| Tier III               |
| Tier IV & V            |

### WTA-finaleplaatsen enkelspel
| nr.              | finale     | toernooi   | ondergrond | tegenstandster    | score    |         |
| ---------------- | ---------- | ---------- | ---------- | ----------------- | -------- | ------- |
| gewonnen finales |            |            |            |                   |          |         |
| geen             |            |            |            |                   |          |         |
| verloren finales |            |            |            |                   |          |         |
| 1.               | 2007-01-12 | WTA Hobart | hardcourt  | Anna Tsjakvetadze | 3-6, 6-7 | details |

## Resultaten grandslamtoernooien
| Legenda | Legenda                          |
| ------- | -------------------------------- |
| g.t.    | geen toernooi gehouden           |
| l.c.    | lagere categorie                 |
| –       | niet deelgenomen                 |
| G       | uitgeschakeld in de groepsfase   |
| 1R      | uitgeschakeld in de eerste ronde |
| 2R      | uitgeschakeld in de tweede ronde |
| 3R      | uitgeschakeld in de derde ronde  |
| 4R      | uitgeschakeld in de vierde ronde |
| KF      | uitgeschakeld in de kwartfinale  |
| HF      | uitgeschakeld in de halve finale |
| F       | de finale verloren               |
| W       | het toernooi gewonnen            |
| w-v     | winst/verlies-balans             |

### Enkelspel
| toernooi        | 2006 | 2007 |
| --------------- | ---- | ---- |
| Australian Open | –    | 1R   |
| Roland Garros   | –    | 1R   |
| Wimbledon       | 1R   | 1R   |
| US Open         | 1R   | –    |

### Vrouwendubbelspel
| toernooi        | 2006 | 2007 |
| --------------- | ---- | ---- |
| Australian Open | –    | 2R   |
| Roland Garros   | –    | 2R   |
| Wimbledon       | –    | –    |
| US Open         | 1R   | –    |